# Tassiné
Tassiné är ett vattendrag i Benin. Det ligger i den nordöstra delen av landet, 500 km norr om huvudstaden Porto-Novo.
Omgivningarna runt Tassiné är huvudsakligen savann. Runt Tassiné är det glesbefolkat, med 10 invånare per kvadratkilometer.